# Nicolai Julius Rasmussen
Nicolai Julius Rasmussen (1777, Rønninge – 3. října 1824, Qeqertarsuaq) byl dánský obchodník a inspektor Grónska.

## Životopis
Nicolai Julius Rasmussen byl pokřtěn 27. června 1777 jako syn statkáře Rasmuse Rasmussena a jeho ženy Jacobine Hassel. Dne 29. července 1804 se v Uummannaqu oženil s Dánkou Christinou Volchersenovou (1782–1807), dcerou kostelního pomocníka Johannese Henrika Volchersena a jeho ženy Gjertrud Marie Ibsdatterové. Z tohoto manželství se narodila dcera Jacobine Petrine Margrethe Rasmussen (1806–?), která byla provdána za islandského správce kolonií Claudia Andrease Stephensena (1801–1829). Christina Volchersenová zemřela mladá a Nicolai Julius Rasmussen se v dubnu 1816 v Kodani podruhé oženil s Mette Marií Kloe (1790-1860), dcerou Hanse Nielsena Kloe.
Nicolai Julius Rasmussen studoval v Odense. V roce 1800 byl vyslán do Grónska, kde se stal asistentem v Appatu. O rok později byl přeložen do Qeqertarsuaqu a v témže roce do Uummannaqu. V roce 1803 byl jmenován koloniálním správcem v Uummannaqu. V roce 1808 se měl vrátit domů, ale kvůli válce musel zůstat v Grónsku, kde byl osobním asistentem a agentem inspektora Petera Hanninga Motzfeldta. V roce 1813 byl jmenován koloniálním správcem v Appatu, kde zůstal s přestávkami v letech 1815 až 1816. V roce 1824 byl jmenován prozatímním inspektorem severního Grónska po Johannesu Westovi, ale krátce nato ve věku 47 let zemřel.